# Гай Плавтий Венокс
Гай Плавтий Венокс (лат. Gaius Plautius Venox; IV век до н. э.) — римский государственный деятель, цензор в 312 году до н. э.
Гай Плавтий принадлежал к плебейскому роду Плавтиев, происходившему из города Пренесте. В 312 году до н. э. он стал цензором совместно с Аппием Клавдием Цеком. Последний начал одну из самых смелых реформ в истории Рима: в частности, он изменил систему комплектования сената и включил в него нескольких сыновей вольноотпущенников. Согласно одному из источников, Венокс досрочно сложил с себя полномочия, «устыдясь беззастенчивой недобросовестности, с какой были составлены сенаторские списки». В то же время Фронтин пишет, что Гай Плавтий был цензором все положенные полтора года и ушёл с поста, обманутый Аппием, уверявшим, что он поступит точно так же.